# Saky
Saky (tiếng Ukraina: Саки) là một thành phố thuộc tỉnh Krym. Thành phố này có diện tích ? km², dân số theo điều tra dân số năm 2001 là 29.416 người.